# 華盛頓鎮區 (密蘇里州布坎南縣)
華盛頓鎮區（英語：Washington Township）是位於美國密蘇里州布坎南縣的一個行政鎮區。

## 地方資料
華盛頓鎮區的面積為213.00平方千米，當中陸地面積為207.46平方千米，而水域面積為5.54平方千米。根據2020年美國人口普查的數據，當地共有人口72498人，而人口密度為每平方千米340.37人。